# Triphosa melanoplagia
Triphosa melanoplagia är en fjärilsart som beskrevs av George Francis Hampson 1902. Triphosa melanoplagia ingår i släktet Triphosa och familjen mätare. Inga underarter finns listade i Catalogue of Life.